# Trixie Tagg
Trixie Tagg (Amsterdam, 13 december 1948, geboren als Trixie van Lieshout) is een in Nederland geboren voormalig Australisch voetbalster en voormalig coach van het Australisch vrouwenvoetbalteam.

## Biografie
Zij speelde als jong meisje straatvoetbal in de wijk De Baarsjes in West-Amsterdam. Zij emigreerde als kind met haar ouders naar Sydney en gaf aldaar onderwijs. Ze studeerde af als lerares bij de Universiteit van Sydney. Ze ging voetballen bij Sydney FC Prague en vanaf 1968 voor St George FC en dat team werd negen jaar lang ongeslagen kampioen. Ook maakte ze tot in de jaren zeventig deel uit van het team van New South Wales. Tagg speelde mee in alle duels van het nationale vrouwenvoetbalteam van Australië, bijgenaamd de Matildas, tijdens het Aziatisch kampioenschap in 1975. Dit team staat nog steeds bekend als het allereerste Matildas-team.
Succesvol trainer Joe O’Connor was altijd haar trainer.
Van Lieshout-Tagg maakte in 1981 als plaatsvervangend bondscoach een tour door Nieuw-Zeeland en won alle vier wedstrijden. In 1985 was ze de coach van het vrouwenteam van New South Wales tijdens de in dat jaar gehouden nationale kampioenschappen.
Volgens de Australische media is Tagg een pionier van het Australische damesvoetbal.
Ze werd in 2007 toegelaten tot “the Football Australia Hall of Fame”.